# Реймс-Шампань (хокейний клуб)
Хокейний клуб «Реймс-Шампань» (фр. Reims Champagne hockey) — колишній хокейний клуб з міста Реймса, Франція. Існував у 2002—2015 роках.

## Історія

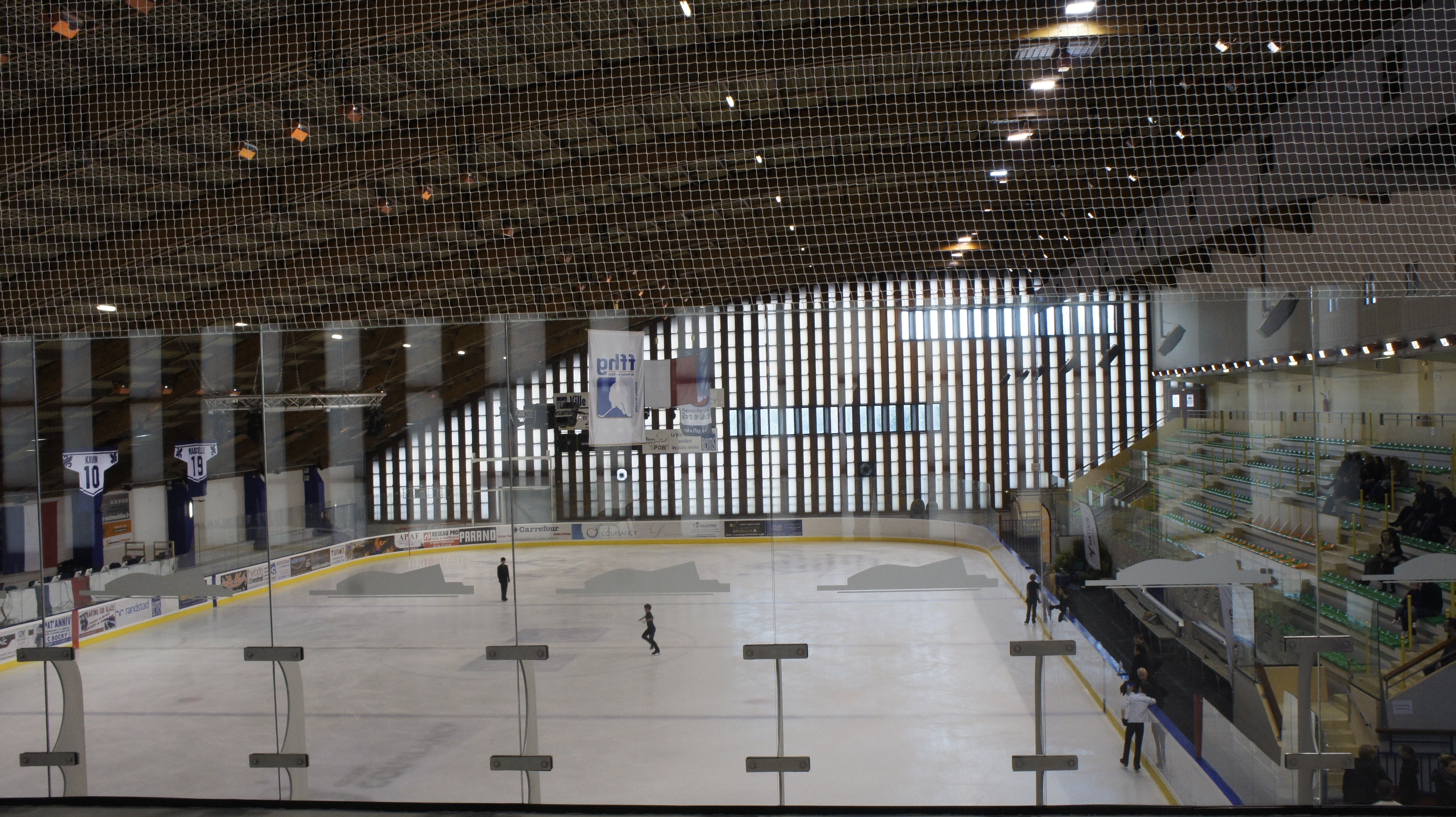
«Патінуар Боквен» у Реймсі

Клуб був заснований 2002 року на базі розформованого того ж року клубу «Реймс» і був включений до Дивізіону 3 (IV) на сезон 2002/03. Через один сезон клуб вийшов до третього за рівнем дивізіону країни (Дивізіон 2), де провів наступні чотири роки. З сезону 2007/08 виступав у Дивізіоні 1 (ІІ) аж до розформування влітку 2015 року.

## Відомі гравці
- Володимир Ковін — олімпійський чемпіон 1984 року.